# دانيلو فيرنانديز
دانيلو فيرنانديز (بالبرتغالية: Danilo Fernandes‏) (3 أبريل 1988 بغوارولوس في البرازيل - ) هو لاعب كرة قدم برازيلي في مركز حراسة المرمى. لعب مع نادي إنترناسيونال ونادي سبورت ريسيفه ونادي كورينثيانز.

## وصلات خارجية
- دانيلو فيرنانديز على موقع قاعدة بيانات كرة القدم.إي يو (الإنجليزية)
- دانيلو فيرنانديز على موقع Soccerway.com (الإنجليزية)